# 小川光暘
小川 光暘（おがわ こうよう、1926年1月3日 - 1995年1月12日）は、日本の美術史学者。東西の古代文化・美術、日本の寝具史を研究。

## 来歴
奈良県奈良市に生まれる。父・小川晴暘と弟・小川光三は著名な写真家。
同志社大学文学部文化学科卒業。同志社大学大学院、同志社大文学部教授として日本美術史を担当。1995年1月12日、在職中に脳梗塞のため死去。

## 著書
- 世界古寺巡礼 アテネとアンコールの間 （読売新聞社 (読売選書) 1969年）
- 寝所と寝具の歴史 （雄山閣出版 (風俗文化史選書) 1973年）
- 寝所と寝具の文化史 （雄山閣出版 1984年1月）
- 昔からあった日本のベッド 日本の寝具史 （Edition Wacoal 1990年4月）
- 黒潮に乗ってきた古代文化 石造遺物の謎を追って （日本放送出版協会 (NHKブックス) 1990年10月）

## 共編著
- 奈良美術史入門 鑑賞のてびき （笠井昌昭、中村二柄共著 飛鳥園 1960年）
- ねる歴史 日本の寝具 （笠井昌昭共著 日本ソノサービスセンター (歴史文庫) 1968年）
- アジアの彫刻 （小川晴暘写真、監修 読売新聞社 1968年）
- 日本史々料集 （訳註 今中寛司共編 三和書房 1972年）
- 古代の造形 奈良美術史入門 （笠井昌昭共著 芸艸堂 1976年10月）